# زمستان (شعر)
زمستان عنوان مشهورترین شعر مهدی اخوان ثالث (م. امید) است. این شعر که در دی‌ماه ۱۳۳۴ سروده شده، دارای دو لایه معنایی است: لایهٔ ظاهری که زمستانی سرد و سیاه و طولانی را نشان می‌دهد و از تنهایی و ناامیدی عمیق در چنین زمستانی سخن می‌گوید و دیگری لایهٔ زیرین یا تاریخیِ شعر که فضای سیاسی و فرهنگی ایران را پس از کودتای ۲۸ مرداد ۱۳۳۲ به تصویر می‌کشد.

## ویژگی‌ها

### موسیقی
این شعر در وزن هزج یا مفاعیلن سروده شده‌است. طولانی‌ترین مصراع‌ها از شش مفاعیلن و کوتاه‌ترین مصراع که همان مصراع آخر است، از یک مفاعیلن تشکیل شده‌است.

### زبان
شاعر در این شعر هم از عناصر زبانی آرکائیک و هم از زبان محاوره‌ای بهره برده‌است.

## نقد و نظر
حسین پاینده این شعر را از منظر روانکاوی لاکان نقد کرده و شعر را بازنماییِ نمادینِ تعارضِ حل‌نشدنی بین ساحت نمادین و ساحت خیالی می‌داند.
گوینده در کشمکش بین این دو ساحت، به انشقاق نفس و ناامیدی و افسردگی دچار شده و تجربهٔ او از زندگی در جامعه (ساحت نمادین) نشان‌دهندهٔ بیگانگی مردم نسبت به یکدیگر است. آحاد این جامعه فقط در حوزهٔ محدود روابط رسمی با یکدیگر مراوده دارند و عدم پاسخ به ندای نمادینِ «سلام» نشان‌گرِ روابطِ بینافردیِ سرد و بی‌روح است. حتی وقتی شاعر برای همدلی و دوستی‌طلبی به آنها سلام می‌کند، مخاطبانش سر از گریبان خویش بیرون نمی‌آورند و نگاهِ کوته‌بینشان فقط «پیش پای» خود یا همان دایرهٔ محدودِ منافعِ شخصی را می‌تواند ببیند. رفتارِ نمادینِ گوینده که دستش را به‌نشانهٔ «محبت» به‌سمت دیگران دراز می‌کند، فقط واکنش «اکراه»آمیز دیگران را در پی دارد.فصل زمستان (کهن‌الگوی مرگ) استعاره‌ای از روابط سرد و غیرانسانی است و شاعر حس می‌کند که در این شرایط، «سرما سخت سوزان» و «ره تاریک و لغزان» است. نماد بارزی از موانع مراوده، «دیوار» است که از «نَفَسِ» مردم بیرون می‌آید و حائلی بین آنان ایجاد می‌کند. همچنین در این شعر، پارادوکس «در» وجود دارد که هم امکان گشودن را فراهم می‌کند و هم امکانِ بستن (جدا شدن از دیگران)، اما در این شعر همهٔ «درها بسته» هستند، چنان‌که «دست‌ها پنهان» و «سرها در گریبان»اند.
ساحت نمادینی که شاعر در آن وارد شده، ساحتِ جدایی و بیگانگی است و نسبتی با ایدئال‌های انسانی شاعر ندارد. صدای شاعر، صدای سوژهٔ منزوی و عرف‌ستیزی است که بیگانگی را تحمل نمی‌کند و نمی‌تواند از طریق همرنگی با جماعت، قالب‌های گفتمانی تعامل اجتماعی را بازتولید کند.
ایدئولوژی مدرنیته و الزامات و پیچیدگی‌های زندگی مدرن، انطباق با الگوی پیشامدرن را که در آن بنی‌آدم اعضای یکدیگر هستند، بسیار دشوار می‌کند. شهر مدرن باعث می‌شود فاصلهٔ عاطفی بین آحاد جامعه به شکافی عظیم و پرنشدنی تبدیل شود. ماهیت متناقض عصر مدرن آن است که در عین حال که ارتباط انسان‌ها را تسهیل می‌کند، فردگرایی و عزلت‌گزینیِ همراه با بی‌اعتنایی را نیز تشدید می‌کند. ویژگی‌های اصلیِ ساکنان کلان‌شهرهای مدرن، بی‌خبری از همسایهٔ دیواربه‌دیوار است. پرسش بلاغی‌یی که شاعر در بند دوم طرح می‌کند (چه داری چشم ز چشمِ دوستان دور یا نزدیک؟) با توجه به رفتار تودارانهٔ ساکنان شهر مدرن، پرسشی موجه و بجاست. شاعر که در فضای زندگی شهری و حسابگری‌های مردم خود را تنها و تک‌افتاده حس می‌کند، به ایماژهای نوستالژیکِ ساحت خیالی پناه می‌برد تا از درد و رنج زندگی در میان انسان‌های بی‌روح بکاهد. گوینده که صدای تک‌افتاده و ناامیدش را در شعر زمستان می‌شنویم، دچار «فقدان» (به‌معنای لاکانی) شده‌است.
علیرضا نبی‌لو و علیرضا انوشیروانی هم در مقالات جداگانه، خوانش‌هایی نشانه‌شناختی از زمستان ارائه داده‌اند.

## بازآفرینی
شعر زمستان ابتدا با آهنگی از همایون خرم توسط پروین خوانده شد.
در سال ۱۳۶۹ این شعر در قالب آلبومی تحت عنوان زمستان با آواز شهرام ناظری و موسیقی محمدرضا درویشی اجرا گردید.
اجرای دیگر این شعر مربوط به آلبومی است با عنوان زمستان است با آواز محمدرضا شجریان و موسیقی حسین علیزاده که در سال ۱۳۸۰ منتشر شد. این اثر ضبط زندهٔ کنسرت ۱۳۷۹ در کالیفرنیا است.
این آلبوم، در آواز داد و بیداد اجرا شده که از طرح‌ها و ابداعات حسین علیزاده است. در ابتدای آلبوم، رنگ اصول در داد و بیداد نواخته می‌شود و سپس آواز بر شعر زمستان مهدی اخوان ثالث آغاز می‌گردد که تا پایان برنامه ادامه می‌یابد و ضربی‌هایی در لابلای آواز به صورت بداهه نواخته می‌شود. گروه کامکارها نیز این شعر را به همراه موسیقی اجرا کرده‌است.
علیرضا‌‌ اشرف‌پور آلبومی با نام گلکو را که در سال ۱۳۹۴ توسط نشر باربد منتشر گردیده است را با این قطعه شعر آغاز کرده است، که فضائی تلفیقی، متشکل از  موسیقی ایرانی و موسیقی های راک و جَز دارد.